# Jayson Ezeb
Jayson Ezeb (26 juli 2006) is een Zweeds voetballer die doorgaans speelt als aanvaller. Hij komt uit voor FC Dordrecht, dat hem huurt van Feyenoord.

## Clubcarrière
Ezeb doorliep de jeugdopleiding van Hammarby IF, waarna hij in 2022 werd overgenomen door Feyenoord. Hij speelde bij Feyenoord in de jeugd een aantal wedstrijden, maar werd voor zijn seniorendebuut uitgeleend aan FC Dordrecht. Hij maakte zijn debuut voor Dordrecht in de Keuken Kampioen Divisie op 25 oktober 2024 tegen Jong FC Utrecht. Hij kwam in de 70e minuut in de ploeg voor Dean Zandbergen.

## Statistieken
| Seizoen | Club           | Competitie     | Competitie | Competitie | Beker | Beker | Overig | Overig | Totaal | Totaal |
| Seizoen | Club           | Competitie     | Wed.       | Dlp.       | Wed.  | Dlp.  | Dlp.   | Dlp.   | Wed.   | Dlp.   |
| ------- | -------------- | -------------- | ---------- | ---------- | ----- | ----- | ------ | ------ | ------ | ------ |
| 2024/25 | → FC Dordrecht | Eerste divisie | 3          | 0          | 0     | 0     | 0      | 0      | 3      | 0      |
| Totaal  | Totaal         | Totaal         | 3          | 0          | 0     | 0     | 0      | 0      | 3      | 0      |

Bijgewerkt op 2 maart 2025.